# Serie B Nazionale 2023-2024 (pallacanestro maschile)
La Serie B Nazionale 2023-2024, denominata per ragioni di sponsorizzazione Serie B Old Wild West, è stata la dodicesima edizione del secondo livello dilettantistico del campionato italiano di pallacanestro maschile, la prima dopo la riforma avvenuta nell'estate 2022.

## Stagione

### Novità
- Virtus Salerno acquista il titolo della Real Sebastiani Rieti dopo che quest'ultima ha preso quello di A2 di Mantova, rimanendo in B Nazionale[1].
- Cus Jonico Taranto viene ripescata in B Nazionale, occupando il posto vacante lasciato da Orzinuovi, a sua volta ripescata in A2[2].
- Andrea Costa Imola viene ripescata in B Nazionale, occupando il posto vacante lasciato dall'Eurobasket Roma[3].
- Olimpia Lumezzane e Virtus Lumezzane si uniscono in un'unica società, facendo in seguito domanda di ripescaggio in B Nazionale occupando il posto vacante lasciato da Ferrara, che viene accolta[4].
- Montecatiniterme Basketball cambia denominazione in Pallacanestro Montecatini.[5]

### Formula
La Stagione prevede due gironi da 18 squadre ciascuno, turni di andata e ritorno. Al termine:
- Le prime 8 classificate di ogni girone accedono a 2 tabelloni playoff da 8 squadre ciascuno, su tre turni. Le due squadre vincenti nel turno finale sono promosse in Serie A2 2024/2025.
- Le squadre classificate dal 14º al 17º posto accedono ai playout, su un turno, al termine del quale le quattro squadre perdenti sono retrocesse in Serie B Interregionale.
- Scendono direttamente in Serie B Interregionale le squadre che al termine della stagione regolare si classificano al 18º posto.

## Girone A

### Squadre
| Squadra               | Stagione | Città                   | Palazzetto                | Stagione precedente                                     |
| --------------------- | -------- | ----------------------- | ------------------------- | ------------------------------------------------------- |
| Del Fes Avellino      | dettagli | Avellino                | PalaDelMauro              | 8º posto in Serie B 2022-2023 girone D                  |
| Brianza Casa Bk.      |          | Bernareggio (MB)        | Palestra Comunale         | 5º posto in Serie B 2022-2023 girone B                  |
| Juvecaserta           |          | Caserta                 | PalaMaggiò                | 5º posto in Serie B 2022-2023 girone D                  |
| Virtus Cassino        |          | Cassino (FR)            |                           | 6º posto in Serie B 2022-2023 girone D                  |
| Pall. Crema           |          | Crema                   | Palazzetto Cremonesi      | 9º posto in Serie B 2022-2023 girone B                  |
| Aurora Desio          |          | Desio (MB)              | PalaDesio                 | 4º posto in Serie B 2022-2023 girone B                  |
| Pall. Fiorenzuola     |          | Fiorenzuola d'Arda (PC) | PalaMagni                 | 9º posto in Serie B 2022-2023 girone C                  |
| Legnano Basket        |          | Legnano (MI)            | PalaBorsani (Castellanza) | 5º posto in Serie B 2022-2023 girone A                  |
| Libertas Livorno 1947 |          | Livorno                 | PalaMacchia               | 1º posto in Serie B 2022-2023 girone A                  |
| Pielle Livorno        |          | Livorno                 | PalaMacchia               | 3º posto in Serie B 2022-2023 girone A                  |
| Pall. Montecatini     |          | Montecatini Terme (PT)  | PalaTerme                 | 8º posto in Serie B 2022-2023 girone A                  |
| Herons Montecatini    |          | Montecatini Terme       | PalaTerme                 | 4º posto in Serie B 2022-2023 girone A                  |
| Fulgor Omegna         |          | Omegna (VO)             | PalaBattisti              | 7º posto in Serie B 2022-2023 girone A                  |
| Bakery Piacenza       | dettagli | Piacenza                | PalaFranzanti             | 6º posto in Serie B 2022-2023 girone C                  |
| Golfo Piombino        |          | Piombino (LI)           | Palasport Tenda           | 6º posto in Serie B 2022-2023 girone A                  |
| N.P.C. Rieti          |          | Rieti                   | PalaSojourner             | 12 posto in Serie A2 2022-2023 girone Verde, retrocessa |
| Virtus Salerno        |          | Salerno                 | PalaLongo                 | 10º posto in Serie B 2022-2023 girone D, retrocessa     |
| PSA                   |          | Sant'Antimo (NA)        | PalaPuca                  | 4º posto in Serie B 2022-2023 girone D                  |

### Allenatori e primatisti
| Squadra            | Allenatore                                                                                      | Capitano           | Cestista più presente                               | Miglior marcatore        |
| ------------------ | ----------------------------------------------------------------------------------------------- | ------------------ | --------------------------------------------------- | ------------------------ |
| Avellino           | Andrea Crosariol (1ª-9ª) Alessandro Crotti (10ª-)                                               | Giovanni Carenza   | 5 giocatori (34)                                    | Matías Bortolín (479)    |
| Brianza            | Nazareno Lombardi                                                                               | Tommaso Lanzi      | 5 giocatori (34)                                    | Matteo Galassi (464)     |
| Caserta            | Sergio Luise (1ª-5ª) Ciro Dell'Imperio (6ª) Maurizio Bartocci (7ª-11ª) Ciro Dell'Imperio (12ª-) | Biagio Sergio      | Fatih Mehmedoviq Biagio Sergio (34)                 | Denis Alibegovic (344)   |
| Cassino            | Andrea Auletta                                                                                  | Michael Teghini    | 6 giocatori (34)                                    | Melkisedek Moreaux (532) |
| Crema              | Massimiliano Baldiraghi                                                                         | Matteo Graziani    | 6 giocatori (34)                                    | Kiryl Tsetserukou (540)  |
| Desio              | Edoardo Gallazzi                                                                                | Andrea Mazzoleni   | Gabriele Giarelli (34)                              | Guglielmo Sodero (455)   |
| Fiorenzuola        | Lorenzo Dalmonte                                                                                | Federico Ricci     | Federico Ricci Noah Giacché Riccardo Bottioni (34)  | Emir Sabic (446)         |
| Legnano            | Paolo Piazza                                                                                    | Juan Marcos Casini | 4 giocatori (34)                                    | Nik Raivio (550)         |
| Libertas Livorno   | Marco Andreazza                                                                                 | Antonello Ricci    | Francesco Fratto Andrea Bargnesi (34)               | Antonello Ricci (341)    |
| Pielle Livorno     | Marco Cardani                                                                                   | Luca Campori       | 5 giocatori (34)                                    | Mateo Chiarini (530)     |
| Gema Montecatini   | Marco Del Re                                                                                    | Nicola Savoldelli  | Federico Pirani Marco Di Pizzo Kirill Korsunov (34) | Lorenzo Passoni (438)    |
| Herons Montecatini | Federico Barsotti                                                                               | Nicola Natali      | 5 giocatori (34)                                    | Adrian Chiera (371)      |
| Omegna             | Ugo Ducarello (1ª-28ª) Riccardo Eliantonio (29ª-)                                               | Jacopo Balanzoni   | Jacopo Balanzoni Patrick Baldassare (34)            | Jacopo Balanzoni (511)   |
| Piacenza           | Giorgio Salvemini                                                                               | Mattia Mastroianni | 6 giocatori (34)                                    | Martino Criconia (430)   |
| Piombino           | Damiano Cagnazzo                                                                                | Mattia Venucci     | Fabrizio Piccone Lautaro Berra Stefano Longo (34)   | Fabrizio Piccone (606)   |
| N.P.C. Rieti       | Francesco Ponticiello                                                                           | Mattia Da Campo    | Nikola Markovic Kurt Cassar Mattia Melchiorri (34)  | Nikola Markovic (462)    |
| Salerno            | Mario Menduto (1ª-11ª) Antonio Carone (12ª-)                                                    | Marco Cucco        | Lazar Kekovic Marco Cucco (33)                      | Lazar Kekovic (462)      |
| Sant'Antimo        | Marco Gandini                                                                                   | Carlo Cantone      | Antonio Gallo Marco Mennella (34)                   | Antonio Gallo (489)      |

### Stagione regolare

#### Classifica
|  | Pos. | Squadra                             | Pt | G  | V  | P  | PtF  | PtS  | Dif  | SD  |
|  | ---- | ----------------------------------- | -- | -- | -- | -- | ---- | ---- | ---- | --- |
|  | 1    | Caffè Toscano Livorno               | 56 | 34 | 28 | 6  | 2776 | 2468 | 308  |     |
|  | 2    | Akern Libertas Livorno              | 54 | 34 | 27 | 7  | 2628 | 2348 | 280  |     |
|  | 3    | Fabo Herons Montecatini             | 50 | 34 | 25 | 9  | 2744 | 2488 | 256  |     |
|  | 4    | Gema Montecatini                    | 40 | 34 | 20 | 14 | 2655 | 2547 | 108  |     |
|  | 5    | Del.Fes Avellino                    | 38 | 34 | 19 | 15 | 2565 | 2452 | 113  |     |
|  | 6    | Bakery Basket Piacenza              | 36 | 34 | 18 | 16 | 2567 | 2566 | 1    | 3-1 |
|  | 7    | Solbat Piombino                     | 36 | 34 | 18 | 16 | 2825 | 2781 | 44   | 2-2 |
|  | 8    | Geko PSA Sant'Antimo                | 36 | 34 | 18 | 16 | 2596 | 2686 | -90  | 1-3 |
|  | 9    | SAE Scientifica Legnano             | 32 | 34 | 16 | 18 | 2616 | 2605 | 11   |     |
|  | 10   | Fiorenzuola Bees                    | 32 | 34 | 16 | 18 | 2658 | 2623 | 35   |     |
|  | 11   | Lissone Interni Brianza Casa Basket | 30 | 34 | 15 | 19 | 2749 | 2821 | -72  |     |
|  | 12   | Logiman Pall. Crema                 | 30 | 34 | 15 | 19 | 2547 | 2604 | -57  |     |
|  | 13   | Paffoni Fulgor Omegna               | 30 | 34 | 15 | 19 | 2726 | 2692 | 34   |     |
|  | 14   | Rimadesio Desio                     | 26 | 34 | 13 | 21 | 2547 | 2693 | -146 | 2-0 |
|  | 15   | BPC Virtus Cassino                  | 26 | 34 | 13 | 21 | 2642 | 2834 | -192 | 0-2 |
|  | 16   | N.P.C. Rieti                        | 22 | 34 | 11 | 23 | 2536 | 2693 | -157 |     |
|  | 17   | Lars Virtus Arechi Salerno (-3)     | 19 | 34 | 11 | 23 | 2465 | 2731 | -266 |     |
|  | 18   | Paperdi Caserta                     | 16 | 34 | 8  | 26 | 2528 | 2738 | -210 |     |

Legenda:

      Qualificate ai Play Off
      Ammesse ai Play Out
      Retrocessa direttamente in Serie B Interregionale

## Girone B

### Squadre
| Squadra             | Stagione | Città                | Palazzetto                     | Stagione precedente                                      |
| ------------------- | -------- | -------------------- | ------------------------------ | -------------------------------------------------------- |
| Lions Bisceglie     |          | Bisceglie            | PalaDolmen                     | 7º posto in Serie B 2022-2023 girone D                   |
| Chieti 1974         |          | Chieti               | PalaTricalle                   | 12º posto in Serie A2 2022-2023 girone B, retrocessa     |
| Janus Fabriano      |          | Fabriano             | PalaChemiba (Cerreto d'Esi)    | 3º posto in Serie B 2022-2023 girone C                   |
| Raggisolaris Faenza |          | Faenza               | PalaCattani                    | 2º posto in Serie B 2022-2023 girone C                   |
| A. Costa Imola      |          | Imola                | PalaRuggi                      | 8º posto in Serie B 2022-2023 girone C, retrocessa       |
| Virtus Imola        |          | Imola                | PalaRuggi                      | 7º posto in Serie B 2022-2023 girone C                   |
| Jesi Academy        |          | Jesi                 | PalaTriccoli                   | 5º posto in Serie B 2022-2023 girone C                   |
| Virtus Lumezzane    |          | Lumezzane            | Pala LumEnergia                | 7º posto in Serie B 2022-2023 girone B, retrocessa       |
| Basket Mestre       |          | Mestre               | Palasport Taliercio            | 2º posto in Serie B 2022-2023 girone B                   |
| Flying Ozzano       |          | Ozzano dell'Emilia   | Pala Arti Grafiche Reggiani    | 4º posto in Serie B 2022-2023 girone C                   |
| Virtus Padova       |          | Padova               | Palaberta (Montegrotto Terme)  | 6º posto in Serie B 2022-2023 girone B                   |
| Basket Ravenna      |          | Ravenna              | PalaDeAndrè                    | 13º posto in Serie A2 2022-2023 girone Rosso, retrocessa |
| Pall. Roseto        |          | Roseto degli Abruzzi | PalaMaggetti                   | 2º posto in Serie B 2022-2023 girone D                   |
| Ruvo di Puglia      |          | Ruvo di Puglia       | PalaColombo                    | 3º posto in Serie B 2022-2023 girone D                   |
| San Severo          |          | San Severo           | Palasport Falcone e Borsellino | 11º posto in Serie A2 2022-2023 girone Rosso, retrocessa |
| Rucker SanVe        |          | San Vendemiano       | Zoppas Arena                   | 3º posto in Serie B 2022-2023 girone B                   |
| CUS Jonico Taranto  |          | Taranto              | PalaMazzola                    | 9º posto in Serie B 2022-2023 girone D, retrocessa       |
| Vicenza             |          | Vicenza              | Palasport Città di Vicenza     | 10º posto in Serie B 2022-2023 girone B                  |

### Allenatori e primatisti
| Squadra            | Allenatore                                                                     | Capitano             | Cestista più presente                                       | Miglior marcatore            |
| ------------------ | ------------------------------------------------------------------------------ | -------------------- | ----------------------------------------------------------- | ---------------------------- |
| Bisceglie          | Enrico Fabbri (1ª-19ª) Agostino Origlio (20ª-)                                 | Marcelo Dip          | Roberto Chessari Raphael Chiti Soma Abati Toure (34)        | Raphael Chiti (524)          |
| Chieti             | Daniele Aniello                                                                | Roberto Maggio       | Alessandro Paesano (33)                                     | Alessandro Paesano (403)     |
| Fabriano           | Federico Grandi (1ª-16ª) Andrea Niccolai (17ª-)                                | Nicola Manuel Stanic | 4 giocatori (34)                                            | Simone Centanni (571)        |
| Faenza             | Luigi Garelli (1ª-10ª) Alessandro Lotesoriere (11ª-29ª) Luigi Garelli (30ª-)   | Marco Petrucci       | 4 giocatori (34)                                            | Sebastian Vico (329)         |
| Andrea Costa Imola | Emanuele Di Paolantonio                                                        | Nunzio Corcelli      | 4 giocatori (34)                                            | Lukas Aukštikalnis (600)     |
| Virtus Imola       | Marco Regazzi (1ª-11ª) Mauro Zappi (12ª-)                                      | Jacopo Aglio         | 4 giocatori (34)                                            | Dario Masciarelli (385)      |
| Jesi               | Marcello Ghizzinardi                                                           | Antonio Valentini    | Santiago Bruno Antonio Valentini (34)                       | Tommaso Rossi (425)          |
| Lumezzane          | Fabio Saputo                                                                   | Daniele Mastrangelo  | Daniele Mastrangelo (34)                                    | Manuel Di Meco (414)         |
| Mestre             | Cesare Ciocca                                                                  | Andrea Mazzucchelli  | Giovanni Lenti Andrea Mazzucchelli Fabio Sebastianelli (34) | Andrea Mazzucchelli (335)    |
| Ozzano             | Gabriele Giuliani (1ª-7ª) Augusto Conti (8ª-)                                  | Riccardo Cortese     | Giulio Martini (34)                                         | Lionel Abega (397)           |
| Padova             | Riccardo De Nicolao                                                            | Federico Schiavon    | Michele Antelli Corrado Bianconi Giacomo Cecchinato (34)    | Andrea Scanzi (436)          |
| Ravenna            | Massimo Bernardi                                                               | Francesco Bedetti    | 6 giocatori (34)                                            | Francesco Bedetti (427)      |
| Roseto             | Franco Gramenzi                                                                | Vangelis Mantzaris   | Giordano Durante Marco Santinageli Alessio Donadoni (34)    | Dimitri Klyuchnyk (446)      |
| Ruvo di Puglia     | Federico Campanella (1ª-29ª) Gianpaolo Ambrico (30ª-32ª) Stefano Rajola (33ª-) | Mario José Ghersetti | Lorenzo Galmarini (34)                                      | Darryl Joshua Jackson (597)  |
| San Severo         | Luciano Nunzi                                                                  | Mattia Magrini       | Yande Fall Arcangelo Guastamacchia Goce Petrushevski (34)   | Stefano Pierotti Alles (484) |
| San Vendemiano     | Michele Carrea                                                                 | Nicolò Gatti         | 4 giocatori (34)                                            | Kristaps Gludītis (545)      |
| Taranto            | Mario Cottignoli                                                               | Gianmarco Conte      | Matteo Ambrosin (34)                                        | Francesco Reggiani (532)     |
| Vicenza            | Manuel Cilio (1ª-28ª) Gabriele Ghirelli (29ª-)                                 | Stefano Cernivani    | Valerio Cucchiaro (34)                                      | Fabio Bugatti (377)          |

### Stagione regolare

#### Classifica
|  | Pos. | Squadra                     | Pt | G  | V  | P  | PtF  | PtS  | Dif  | SD  |
|  | ---- | --------------------------- | -- | -- | -- | -- | ---- | ---- | ---- | --- |
|  | 1    | Liofilchem Roseto           | 50 | 34 | 25 | 9  | 2641 | 2481 | 200  | 2-0 |
|  | 2    | Tecnoswitch Ruvo di Puglia  | 50 | 34 | 25 | 9  | 2820 | 2541 | 279  | 0-2 |
|  | 3    | General Contractor Jesi     | 48 | 34 | 24 | 10 | 2660 | 2451 | 209  |     |
|  | 4    | Rucker San Vendemiano       | 46 | 34 | 23 | 11 | 2729 | 2490 | 239  |     |
|  | 5    | Ristopro Fabriano           | 44 | 34 | 22 | 12 | 2833 | 2692 | 141  |     |
|  | 6    | Gemini Mestre               | 40 | 34 | 20 | 14 | 2601 | 2452 | 149  |     |
|  | 7    | Blacks Faenza               | 38 | 34 | 19 | 15 | 2613 | 2515 | 98   |     |
|  | 8    | Andrea Costa Imola Basket   | 36 | 34 | 18 | 16 | 2697 | 2752 | -55  |     |
|  | 9    | Allianz Pazienza San Severo | 34 | 34 | 17 | 17 | 2550 | 2644 | -94  |     |
|  | 10   | OraSì Ravenna               | 30 | 34 | 15 | 19 | 2649 | 2661 | -12  |     |
|  | 11   | Virtus Imola                | 30 | 34 | 15 | 19 | 2562 | 2612 | -50  |     |
|  | 12   | LuxArm Lumezzane            | 28 | 34 | 14 | 20 | 2541 | 2664 | -123 |     |
|  | 13   | LUX Chieti (-4)             | 28 | 34 | 14 | 20 | 2605 | 2620 | -15  |     |
|  | 14   | Lions Bisceglie             | 24 | 34 | 12 | 22 | 2504 | 2613 | -109 | 4-0 |
|  | 15   | Virtus Basket Padova        | 24 | 34 | 12 | 22 | 2561 | 2700 | -139 | 2-2 |
|  | 16   | Logimatic Group Ozzano      | 24 | 34 | 12 | 22 | 2478 | 2642 | -164 | 0-4 |
|  | 17   | Civitus Allianz Vicenza     | 22 | 34 | 11 | 23 | 2448 | 2661 | -213 |     |
|  | 18   | CJ Basket Taranto           | 12 | 34 | 6  | 28 | 2456 | 2797 | -341 |     |

Legenda:

      Qualificate ai Play Off
      Ammesse ai Play Out
      Retrocessa direttamente in Serie B Interregionale

## Post Season

### Playoff

#### Tabellone 1
|  | Quarti di finale | Quarti di finale   | Quarti di finale   | Quarti di finale   | Quarti di finale | Quarti di finale | Quarti di finale |  |  | Semifinali         | Semifinali         | Semifinali         | Semifinali         | Semifinali | Semifinali | Semifinali |    |    | Finale           | Finale           | Finale | Finale | Finale | Finale | Finale |  |
|  |                  |                    |                    |                    |                  |                  |                  |  |  |                    |                    |                    |                    |            |            |            |    |    |                  |                  |        |        |        |        |        |  |
|  | 1A               | Pielle Livorno     | Pielle Livorno     | Pielle Livorno     | 79               | 89               | 78               |  |  |                    |                    |                    |                    |            |            |            |    |    |                  |                  |        |        |        |        |        |  |
|  | 8B               | A. Costa Imola     | A. Costa Imola     | A. Costa Imola     | 69               | 80               | 70               |  |  | Pielle Livorno     | Pielle Livorno     | 78                 | 82                 | 70         | 62         | 70         |    |    |                  |                  |        |        |        |        |        |  |
|  | 4B               | Rucker SanVe       | Rucker SanVe       | 90                 | 74               | 83               | 56               |  |  | Del Fes Avellino   | Del Fes Avellino   | 59                 | 64                 | 82         | 73         | 72         |    |    |                  |                  |        |        |        |        |        |  |
|  | 5A               | Del Fes Avellino   | Del Fes Avellino   | 69                 | 76               | 90               | 76               |  |  |                    |                    |                    |                    |            |            |            |    |    | Del Fes Avellino | Del Fes Avellino | 63     | 60     | 81     | 75     | 75     |  |
|  | 3A               | Herons Montecatini | Herons Montecatini | Herons Montecatini | 83               | 82               | 76               |  |  |                    |                    | Herons Montecatini | Herons Montecatini | 69         | 81         | 80         | 73 | 67 |                  |                  |        |        |        |        |        |  |
|  | 6B               | Basket Mestre      | Basket Mestre      | Basket Mestre      | 76               | 73               | 70               |  |  | Herons Montecatini | Herons Montecatini | 72                 | 72                 | 88         | 62         | 93         |    |    |                  |                  |        |        |        |        |        |  |
|  | 2B               | Ruvo di Puglia     | 91                 | 82                 | 65               | 67               | 94               |  |  | Ruvo di Puglia     | Ruvo di Puglia     | 80                 | 78                 | 59         | 60         | 81         |    |    |                  |                  |        |        |        |        |        |  |
|  | 7A               | Golfo Piombino     | 97                 | 64                 | 57               | 75               | 77               |  |  |                    |                    |                    |                    |            |            |            |    |    |                  |                  |        |        |        |        |        |  |

#### Tabellone 2
|  | Quarti di finale | Quarti di finale      | Quarti di finale  | Quarti di finale | Quarti di finale | Quarti di finale | Quarti di finale |  |  | Semifinali            | Semifinali            | Semifinali            | Semifinali            | Semifinali | Semifinali | Semifinali |    |    | Finale       | Finale       | Finale | Finale | Finale | Finale | Finale |  |
|  |                  |                       |                   |                  |                  |                  |                  |  |  |                       |                       |                       |                       |            |            |            |    |    |              |              |        |        |        |        |        |  |
|  | 1B               | Pall. Roseto          | Pall. Roseto      | 85               | 81               | 85               | 86               |  |  |                       |                       |                       |                       |            |            |            |    |    |              |              |        |        |        |        |        |  |
|  | 8A               | PSA                   | PSA               | 68               | 68               | 88               | 79               |  |  | Pall. Roseto          | Pall. Roseto          | Pall. Roseto          | 87                    | 80         | 69         | 87         |    |    |              |              |        |        |        |        |        |  |
|  | 4A               | Pall. Montecatini     | Pall. Montecatini | 68               | 83               | 60               | 70               |  |  | Janus Fabriano        | Janus Fabriano        | Janus Fabriano        | 83                    | 59         | 86         | 80         |    |    |              |              |        |        |        |        |        |  |
|  | 5B               | Janus Fabriano        | Janus Fabriano    | 54               | 99               | 66               | 85               |  |  |                       |                       |                       |                       |            |            |            |    |    | Pall. Roseto | Pall. Roseto | 72     | 54     | 62     | 60     | 74     |  |
|  | 3B               | Jesi Academy          | 70                | 80               | 91               | 61               | 81               |  |  |                       |                       | Libertas Livorno 1947 | Libertas Livorno 1947 | 66         | 64         | 56         | 76 | 81 |              |              |        |        |        |        |        |  |
|  | 6A               | Bakery Piacenza       | 52                | 63               | 99               | 72               | 78               |  |  | Jesi Academy          | Jesi Academy          | Jesi Academy          | Jesi Academy          | 60         | 65         | 69         |    |    |              |              |        |        |        |        |        |  |
|  | 2A               | Libertas Livorno 1947 | 83                | 62               | 64               | 56               | 72               |  |  | Libertas Livorno 1947 | Libertas Livorno 1947 | Libertas Livorno 1947 | Libertas Livorno 1947 | 69         | 73         | 72         |    |    |              |              |        |        |        |        |        |  |
|  | 7B               | Raggisolaris Faenza   | 68                | 67               | 63               | 61               | 59               |  |  |                       |                       |                       |                       |            |            |            |    |    |              |              |        |        |        |        |        |  |

### Playout

#### Girone A
|  | 1º turno | 1º turno       | 1º turno       | 1º turno       | 1º turno | 1º turno | 1º turno |  |  | 2º turno       | 2º turno       | 2º turno       | 2º turno       | 2º turno | 2º turno | 2º turno |  |
|  |          |                |                |                |          |          |          |  |  |                |                |                |                |          |          |          |  |
|  | 14       | Aurora Desio   | Aurora Desio   | Aurora Desio   | 90       | 72       | 85       |  |  |                |                |                |                |          |          |          |  |
|  | 17       | Virtus Salerno | Virtus Salerno | Virtus Salerno | 74       | 64       | 76       |  |  | Virtus Salerno | Virtus Salerno | Virtus Salerno | Virtus Salerno | 65       | 73       | 75       |  |
|  | 15       | Virtus Cassino | Virtus Cassino | Virtus Cassino | 86       | 73       | 75       |  |  | N.P.C. Rieti   | N.P.C. Rieti   | N.P.C. Rieti   | N.P.C. Rieti   | 83       | 77       | 98       |  |
|  | 16       | N.P.C. Rieti   | N.P.C. Rieti   | N.P.C. Rieti   | 79       | 68       | 63       |  |  |                |                |                |                |          |          |          |  |

#### Girone B
|  | 1º turno | 1º turno        | 1º turno        | 1º turno        | 1º turno | 1º turno | 1º turno |  |  | 2º turno      | 2º turno      | 2º turno      | 2º turno | 2º turno | 2º turno | 2º turno |  |
|  |          |                 |                 |                 |          |          |          |  |  |               |               |               |          |          |          |          |  |
|  | 14       | Lions Bisceglie | Lions Bisceglie | Lions Bisceglie | 74       | 85       | 85       |  |  |               |               |               |          |          |          |          |  |
|  | 17       | Vicenza         | Vicenza         | Vicenza         | 66       | 82       | 83       |  |  | Vicenza       | Vicenza       | Vicenza       | 74       | 68       | 72       | 70       |  |
|  | 15       | Virtus Padova   | 82              | 91              | 73       | 51       | 72       |  |  | Virtus Padova | Virtus Padova | Virtus Padova | 66       | 55       | 74       | 53       |  |
|  | 16       | Flying Ozzano   | 66              | 87              | 80       | 66       | 76       |  |  |               |               |               |          |          |          |          |  |

## Verdetti

### Squadre promosse
- Promozioni in Serie A2:

Del.Fes Avellino: Federico Burini, Simone Giunta, Matteo Santucci, Miha Vašl, Armando Verazzo, Giovanni Carenza, Matías Bortolín, Aleksa Nikolić, Riccardo Chinellato, Lucas Fresno. Allenatore: Alessandro Crotti.
Akern Libertas Livorno: Dorin Buca, Andrea Bargnesi, Francesco Fratto, Leon Williams, Tommaso Fantoni, Nicola Vicenzini, Luca Tozzi, Antonello Ricci, Federico Madeo, Andrea Saccaggi, Gregorio Allinei, Diego Terenzi, Samuele Balestri, Jacopo Lucarelli. Allenatore: Marco Andreazza.